# ادبیات جنگ
ادبیات جنگ نوشته‌ها و آثاری است که به نوعی به جنگ و مسائل مرتبط با آن می‌پردازد. جنگ نامه‌ها و ظفرنامه‌ها و جهادیه‌ها و فتح‌نامه‌ها را می‌توان از این نوع ادبیات دانست. در دورهٔ معاصر ادبیات جنگی به نوشته‌ها و آثاری گفته می‌شود که محول اصلی مضامین آنها جنگ ایران و عراق است و در این معنی با عناوین دیگری چون ادبیات مقاومت یا ادب مقاومت نیز مورد اشاره قرار می‌گیرد. منظومهٔ جنگ‌نامه کشم و رمان زمین سوخته (کتاب) و اغلب اشعار سلمان هراتی نمونه‌های قدیم و جدید از این نوع ادبیات در زبان فارسی است.

## منبع
- شریفی، محمد (۱۳۸۷).  محمد‌رضا جعفری، ویراستار. فرهنگ ادبیات فارسی‌. تهران: فرهنگ نشر نو و انتشارات معین. شابک ۹۷۸-۹۶۴-۷۴۴۳-۴۱-۸.